# Helaba
Landesbank Hessen-Thüringen (Helaba) es un banco comercial con su área regional principal en Hesse y Turingia, Alemania. Es un grupo bancario que agrupa cajas de ahorro, Landesbanks y bancos del sector público localizados en los dos estados federados y sus municipios, y también un banco comercial con una orientación a negocios de gran escala. Helaba es una institución incorporada bajo ley pública. Con aproximadamente 6.000 empleados, el Grupo Helaba es uno de los mayores Landesbanks alemanes. Tiene dos sedes corporativas en Fráncfort del Meno y Erfurt. El banco tiene filiales en Kassel (Landeskreditkasse zu Kassel), Nueva York, Londres y Dublín y también está presente mediante oficinas representativas en París, Madrid, Bombay, Moscú y Shanghái. Pertenecientes al Grupo Helaba figuran las subsidiarias Helaba Invest Kapitalanlagegesellschaft, Helaba Trust Beratungs- und Management-Gesellschaft y el OFB Group, que es activo en proyectos de desarrollo inmobiliario.

## Campos de negocios
El campo de negocios "Clientes mayoristas y banca de inversión" comprende servicios financieros para empresas, bancos e inversores institucionales. En el campo de negocios "clientes privados y pequeñas y medianas empresas (PYME)", a través de su S-Group Bank, Helaba proporciona servicios para las cajas de ahorros del S-Group en Hesse y Turingia. Desde la adquisición del Frankfurter Sparkasse, el Grupo Helaba es el líder regional en banca minorista. Al mismo tiempo, con 1822direkt, tiene un banco en línea. En el marco del "negocio del desarrollo público y las infraestructuras", Helaba da servicio a los programas de apoyo al desarrollo del estado regional de Hesse y participa en las instituciones de desarrollo y agencias en Hesse y Turingia. Con GWH, una de las mayores inmobiliarias de Hesse también pertenece al Grupo Helaba.

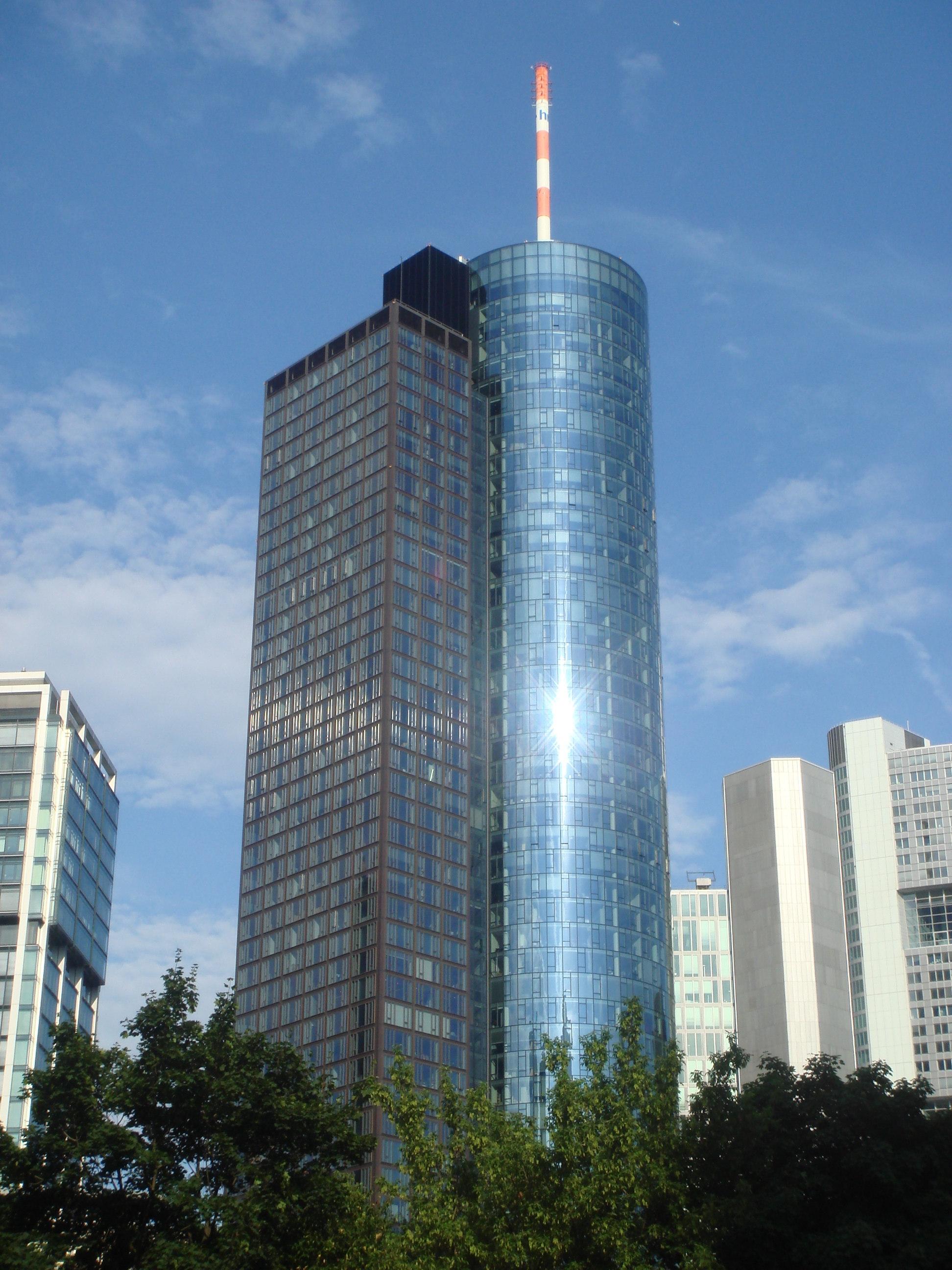
Frankfurt Maintower.

## Historia
El 1 de junio de 1953, Hessiche Landesbank Girozentrale apareció de la fusión de Hessische Landesbank Darmstadt Girozentrale (fundada en 1940), Nassauische Landesbank Wiesbaden (fundada en 1940) y Landeskreditkasse zu Kassel (fundada en 1832). En la década de 1970, un escándalo financiero llevó al Hessische Landesbank a graves dificultades. El 1 de julio de 1992, un acuerdo entre los estados de Hesse y Turingia para unir las organizaciones de cajas de ahorro de los dos estados federados permitió la creación de un Landesbank conjunto. Como resultado, fue el primer Landesbank en operar fuera de las fronteras regionales de un solo estado. En el año 2005, Helaba adquirió Frankfurter Sparkasse y así entró en el negocio de los clientes privados, que ya había conducido mediante sus filiales localizadas en Darmstadt y Kassel a través de la Landeskreditkasse zu Kassel.

## Forma legal y propietarios
Helaba tiene capacidad legal como institución incorporada bajo ley pública. Los propietarios y quienes respaldan el Landesbank Hessen-Thüringen son las Sparkassen- und Giroverband Hessen-Thüringen (85 %) (Cajas de Ahorros y Giro Asociación de Hesse-Turingia), el Estado Federal de Hesse (10 %) y el Estado Libre de Turingia (5 %). El cuerpo de gobierno del banco son la Asamblea de Propietarios, el Consejo Supervisor y el Consejo de Administración de Directores. El consejero ejecutivo (CEO) del Landesbank Hessen-Thüringen es Hans-Dieter Brenner.

## Sede de Helaba en Fráncfort del Meno
La primera piedra del edificio Maintower fue puesta en octubre de 1996. Tres años más tarde el banco se trasladó al edificio. Con una altura de 200 metros, el cuarto rascacielos más alto de Fráncfort del Meno. Anteriormente, la sede del banco se encontraba en el edificio adyacente, ahora llamado Garden Towers (Torres jardín).

## Consejo de Administración de Directores
- Herbert Hans Grüntker (CEO)
- Thomas Groß(Deputy)
- Jürgen Fenk
- Dr. Detlef Hosemann
- Rainer Krick
- Klaus-Jörg Mulfinger
- Dr. Norbert Schraad

## Antiguos presidentes del Consejo de Administración de Directores
- Hans Dieter Brenner (2001-2008)
- Dr. Günther Merl (2001-2008)
- Walter Schäfer (1996-2001)
- Dr. Hermann-Adolf Kunisch (1995-1996)
- Dr. Karl Kauermann (1993-1995)
- Dr. Herbert J. Kazmierzak (1985-1993)
- Heinz Sippel (1975-1985)
- Dr. Wilhelm Hankel (1971-1973)
- Gustav Bothe (1971)
- Dr. Wilhelm Conrad (1964-1971)
- Dr. Herbert Lauffer (1953-1964)